# Île Delta (Antarctique)
L'île Delta (en anglais : Delta Island, en espagnol : Isla Delta) est une île inhabitée de l'archipel des îles Melchior de l'archipel Palmer en Antarctique. Elle est située au sud-est de l'île Lambda et à l'est de l'île Alpha.
Le nom de Delta (la 4e lettre de l'alphabet grec) a été donné par le personnel de la Discovery Investigations (en) du navire britannique RRS Discovery qui a dressé une carte approximative de l'île en 1927.
L'île a été visitée par des expéditions argentines de 1942, 1943 et 1948. La marine argentine l'a nommée du nom du lieutenant Ricardo Hermelo, deuxième commandant de l'expédition de sauvetage de la première expédition Charcot (1903-1905).

## Revendications territoriales
L'Argentine intègre l'île dans la province de la Terre de Feu, de l'Antarctique et des îles de l'Atlantique sud. Le Chili l'intègre dans la commune de l'Antarctique chilien de la province de l'Antarctique chilien à la région de Magallanes et de l'Antarctique chilien. Quant au Royaume-Uni, l'île est intégrée au territoire antarctique britannique.
Les trois revendications sont soumises aux dispositions et restrictions de souveraineté du traité sur l'Antarctique. L'île est donc nommée :
- Argentine : Isla Hermelo
- Chili : Isla Delta
- Royaume-Uni : Delta Island